# Котовське (Гагаузія)
Кото́вське (Кирланнар, рум. Cotovscoe) — село в Комратського округу Гагаузії Молдови, утворює окрему комуну.
Село розташоване на річці Ялпужель.
Населення утворюють в основному гагаузи — 944 особи, живуть також молдовани — 22, болгари  — 11, українці — 7, росіяни — 4, інші — 1.